# Esmilis
Esmilis (grec antic: Σμῖλις) fou un llegendari escultor grec, fill d'Euclides d'Egina. El seu nom derivaria de σμίλη, un ganivet per a tallar la fusta. Fou el mític cap de l'escola egineta d'escultura de la mateixa manera que Dèdal ho era de l'escola àtica i l'escola cretenca. Pausànies diu que era contemporani de Dèdal, però inferior en fama, i que tallà una estàtua d'Hera (probablement una estàtua de fusta de la deessa asseguda) al temple de Samos. Plini esmenta un Esmilis com arquitecte del laberint de Lemnos juntament amb Recos i Teodor.